# خوک زگیل‌دار سلبس
خوک زگیل‌دار سلبس (نام علمی: Sus celebensis) نام یک گونه از سرده خوک است.